# キム・ヨナによる練習妨害発言
キム・ヨナによる練習妨害発言（キム・ヨナによるれんしゅうぼうがいはつげん）は、韓国のフィギュアスケート選手のキム・ヨナ（金妍兒、当時18歳）が韓国のテレビのインタビューで大会のたびに練習を妨害されたと発言したことにまつわる騒動である。
2009年3月14日、韓国のテレビ局のSBSがキムの練習を日本選手が妨害したと報じたことから騒動が始まった。放送後、韓国国内で日本選手が批判され、日本でもこれに反応してファン同士の感情対立に及んだ。3月23日までに日本と韓国両スケート連盟の調査結果とキムの釈明により、日本選手による妨害疑惑は否定された。番組担当のレポーターの証言によると、日本選手が妨害したと報じられたのは韓国国内での反日感情を煽るのが目的であったことが判明した。

## 経緯

### 練習妨害発言
世界フィギュアスケート選手権を目前に控えた2009年3月14日、韓国SBSは「日本の選手が、公式練習中にキム・ヨナの練習を妨害した」とする番組を放送した。番組ではアナウンサーが「少し衝撃的なニュースから始めます。キム・ヨナ選手がSBSとの単独インタビューで意外な悩みを明かしました」と語った後、インタビューでキムは、
などと述べた。キムは具体名を挙げていなかったが、SBSはキムの進路を日本選手が妨害したとし、ヨナとモザイク処理された選手数人とがギリギリですれ違う場面を編集して放送した。さらに、大会当時のブライアン・オーサーコーチが「日本選手の一人はキム・ヨナのジャンプの軌道だけを徘徊している」と抗議したとも報じた。
韓国の大手メディアもこれに追随し、「日本の選手たちがキム・ヨナの練習を妨害した」と断定的に報じた。
インタビュー放送後、韓国のファンはキムと複数の日本選手とがすれ違う写真や動画をインターネット上に掲載し、掲載サイトのアクセス数も急上昇した。これら一連の報道により韓国国内では日本選手へのバッシングが過熱状態になった。

### 日韓スケート連盟の対応
韓国の報道を受け、日本のスケート関係者たちは「キム・ヨナがそのような発言をするはずはなく韓国マスメディアによる誤った報道がなされているのではないか」と見ていたが、日本のファンらにより「選手も守れないのか」や「なぜ抗議をしない」などの電話やメールによる抗議が日本スケート連盟に殺到することとなった。
3月17日、日本スケート連盟はいかなる抗議もいまだ受けていないと表明した。また、伊東秀仁フィギュア委員長は2009年2月の四大陸選手権で現地入りしていたが、そこでも抗議はなかったとし、「スケート選手は真剣に練習をしており、決して意図的に他人の妨害をすることはない。6人の選手が練習しているのでウォーミングアップでぶつかりそうになることは"普通"のことである」とも述べている。
3月19日、日本スケート連盟はヨナへの直接の事情聴取も含めた事実関係の調査と解明を求める文書を韓国スケート連盟に送った。さらに理事会では国際スケート連盟に報告することも決定した。吉岡伸彦強化部長は「日本選手の名誉にかかわる。韓国連盟にはキム選手への事情聴取も含め世界選手権前に、事実を明らかにしてほしい」と述べた。同日、日本スケート連盟は公式ホームページで意図的に妨害行為をした事実はないとする声明文を出すにいたった。
3月20日、韓国スケート連盟のイ・チサン事務局長は日本側の要請に対し「敏感な事案だ。キム・ヨナ選手はインタビューで特定の国名に言及していない。世界選手権の期間中に日本側の関係者に会い、説明する方針」と述べた。「21日に米ロサンゼルスに行き、キム選手に会って事実を確認する」とも述べた。
韓国スケート連盟は3月23日までに日本スケート連盟へ文書で「特定の国や選手を名指ししたのではなく、一般的に選手が遭遇する状況を共有しようとした」、「スペースが限られたリンクでウォーミングアップをする時、周囲の選手によく気を付けた方がいいという一般的な状態をキム・ヨナが言おうとしただけ」、「われわれはこのような誤解が再び起きないことを望む」などと回答した。

### 選手の釈明

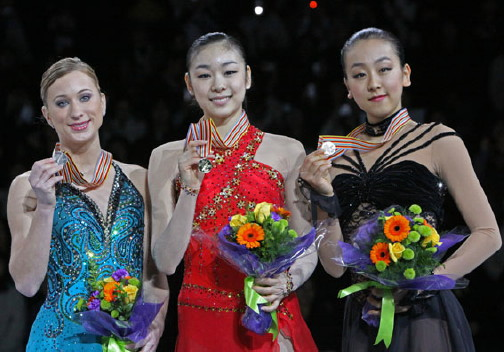
四大陸選手権でのジョアニー・ロシェット、キム・ヨナ、浅田真央

四大陸選手権に出場していたジョアニー・ロシェット、キム・ヨナ、浅田真央の3人は以下のように答えている。
ロシェットは「わざとそんなことをする選手はいません。（練習時は）全員が自分自身に集中しており、その集中は激しく高まっていきます。リンクには同時に6人の選手がいて、ジャンプ、スピン、フットワークなどのウォームアップの為の時間は6分しかありません。皆で場所（リンク）をシェアする必要があるのです。誰一人として1分でも場所を独占することはできません。やりたいことをすべてやるには持ち時間は多くありません。時にそれぞれが集中しすぎて衝突が起きることはあります。しかしそれは決して意図的なものではありません。もちろんそれは腹立たしいことですが、それも試合の一部なのです。」
と答えた。
3月22日、キムは世界選手権のためにロサンゼルス入りした後、次のように述べた。
3月23日、浅田は記者の質問に対し「このジャンプをしないと、とかで頭がいっぱいになる。自分のことで必死」、「人がジャンプしようとしているときはよけている。それはみんな、ちゃんと分かっています」と話した

。
3月25日、浅田の発言後に朝鮮日報は「浅田はキム・ヨナに対して妙な神経戦を仕掛けた」と報じた。

### 世界選手権

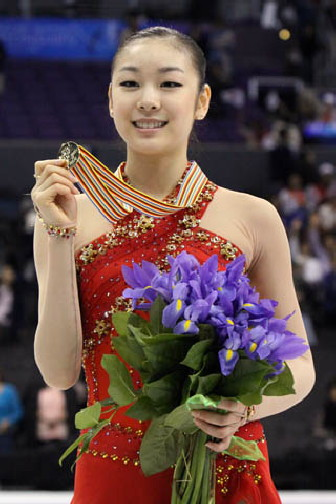
キム・ヨナ（2009年世界フィギュアスケート選手権）

3月26日、ニューヨーク・タイムズは、キムが四大陸選手権で日本選手が意図的に練習を妨害したと示唆したことを受けて、ファンたちがキムを守るために結集していること、日本スケート連盟が故意の妨害を否定しているにもかかわらずにキムの同胞たちは怒っていることや「韓国民族にとっては、とっても大きな問題だ」、「彼女は我々の国宝だ！」との世界選手権開催地からの声を報じた。
3月27日 - 28日に開かれた世界フィギュアスケート選手権の女子シングルで、浅田は転倒するなどで4位という結果に終わった。

一方、キムは練習初日から絶好調の滑りを見せ最後まで調子の上がらなかった前世界女王の浅田に大差をつけて女子初となる207.71点を記録して初優勝した。
ライターの田村明子のコラムによると、キムのコーチでもあるオーサー（当時）のコメントは「公式練習中に周りを見ていない選手がいて苛立ったことがあるのは事実だが、どこの国の選手と特定したことは一度もない。マスメディアが「日本の選手」と報じたのはライバル関係を煽って話を面白く作り上げるためではないか」と述べている。キムも自らの発言と違う趣旨の番組が作られたとしてエージェントを通じてSBSに抗議をしたとされる。

## 専門家の見解と騒動の評価
この騒動に関して、専門家は以下のように説明している。
練習妨害が実際にあったかを元フィギュアスケート選手の渡部絵美も、「練習はジャッジの見ている前でするから妨害するメリットは全く無い。世界選手権が近いのでキム・ヨナ選手も気が立っていたのでしょう」と否定した。また、自身が妨害受けたことはとの質問に「しょっちゅうありますよ。試合直前の練習は6分間で、最終調整に入りますので神経質になる。ぶつけに行こうかとか、よぎってやろうかなどと、そこまで余裕のある選手はいないと思いますよ」と述べた。
ジャーナリストの西村幸祐も一連の騒動の原因は韓国メディアの「反日無罪」体質にあると評している。韓国国内で捏造報道が批判されていないことを挙げ、反日のためなら許されてしまう風潮を指摘している。
キムが所属するIBスポーツの対応も朝鮮日報が批判している。IBスポーツは「キム・ヨナ選手が何度も妨害されたと感じていたのは事実だが、特定の国を名指ししてはいない」とコメントする程度であり、対応をとるべき時に問題の本質とは関係のないPR的な寄稿文を書いていたとし、
「キム・ヨナのマネジメントを担当するIBスポーツが、選手の発言背景や真意を把握し、メディアにきちんと伝えようという努力をしなかったの」が問題だったとも評している。

## その後の韓国メディアの類似報道
- 2009年11月、朝鮮日報は一部のネチズンたちが「（スケートアメリカ大会で）日本の村主章枝がキムの練習を妨害した」と主張していると報じた[32]。
- 2010年2月のバンクーバーオリンピックの際には韓国スケート連盟のチョン・ジェウン理事が「エストニアのエレーナ・グレボワがキムの練習を妨害した」と発言している[33]。その直後にグレボワのホームページが炎上し、グレボワがホームページ上で謝罪する事態となった[34]。